# Boris Jeltsin
Boris Nikolajevitj Jeltsin (ryska: Бори́с Никола́евич Е́льцин, lyssna (fil)), född den 1 februari 1931 i Butka i Sverdlovsk oblast i Sovjetunionen (i nuvarande Ryssland), död den 23 april 2007 i Moskva, Ryssland, var en rysk politiker. Han var Rysslands förste demokratiskt valda president och satt vid makten från den 10 juli 1991, då Ryssland fortfarande var en sovjetrepublik, till den 31 december 1999 då han efterträddes av Vladimir Putin.
De tidiga åren under hans period som Rysslands president präglades av förbättrade relationer mellan Ryssland och omvärlden, och Rysslands återgång till fri marknadsekonomi och övergång till västerländsk demokrati, men också av svåra ekonomiska problem.

## Ungdomsåren
Boris Jeltsin föddes i byn Butka, i Talitskij-distriktet i Sverdlovsk oblast i nuvarande Ryssland. Hans far, Nikolaj Jeltsin, fälldes för motstånd mot Sovjetstaten i enlighet med artikel 58 i RSFSR:s straffkod. Han dömdes därför 1934 till tre års straffarbete i en gulag. Efter att han släppts fri var han arbetslös en tid för att sedan få anställning som byggnadsarbetare. Boris Jeltsins mor, Klavdija Vasiljevna Jeltsina, arbetade som sömmerska.
Boris Jeltsin studerade vid Pusjkin-skolan i Berezniki i Perm kraj. Han gillade sport (speciellt skidåkning, gymnastik, volleyboll, friidrott, boxning och brottning) trots det att han förlorade en tumme och pekfinger då han och några vänner smög in i ett vapenförråd tillhörande Röda armén och stal ett flertal granater som de lekte med.
Jeltsin erhöll sin högre utbildning vid Urals polytekniska institut i Sverdlovsk, med konstruktion som huvudämne. Han tog examen 1955. Rubriken på hans examensarbete var "TV-torn".

## Tiden under Sovjetunionen

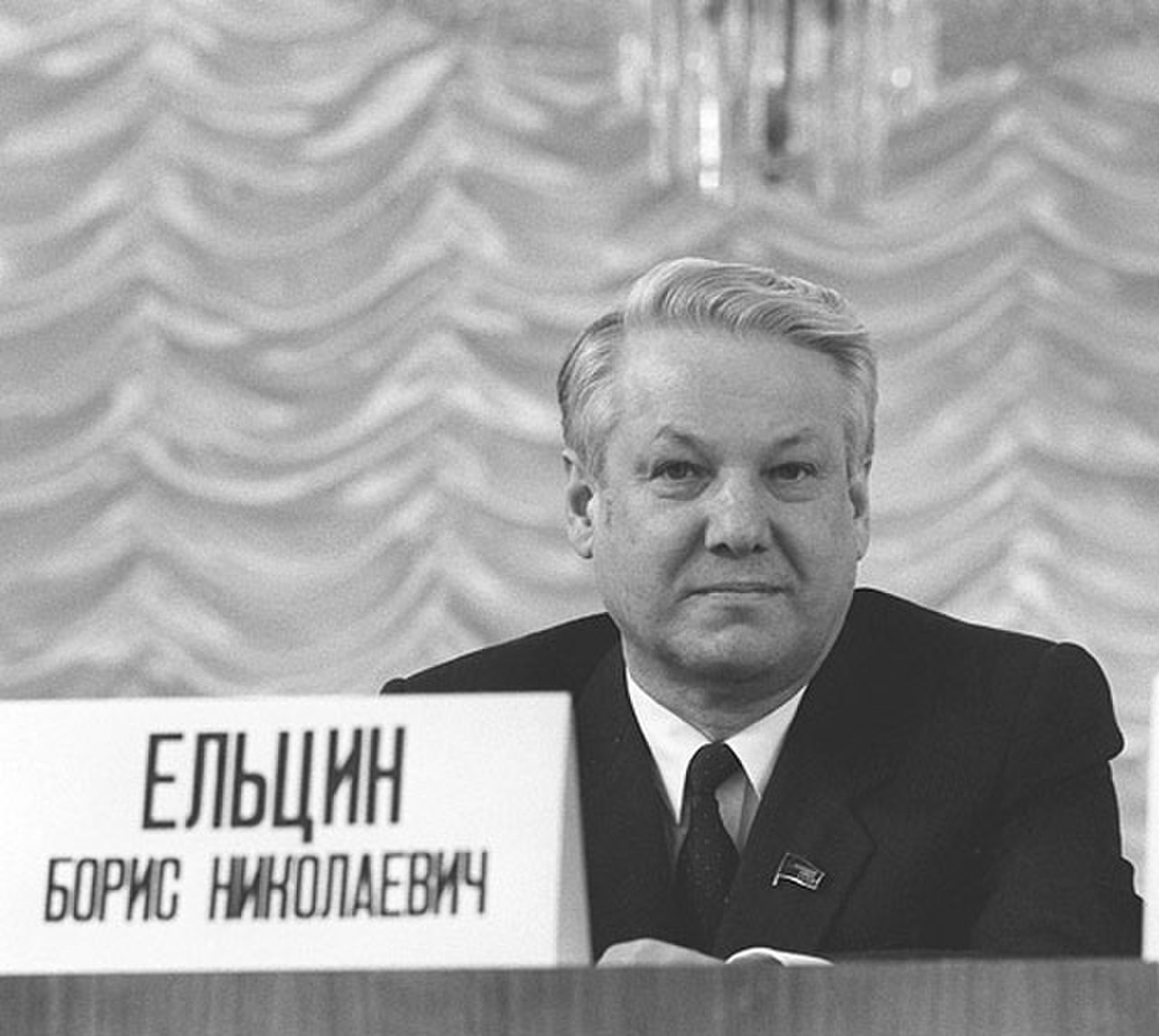
Jeltsin i februari 1989.

Jeltsin blev medlem i Sovjetunionens kommunistiska parti 1961. År 1985 kom han med i politbyrån och året därpå utnämndes han av Michail Gorbatjov till partichef i Moskva. Han avsattes dock från båda dessa poster 1987 eftersom han kritiserat Gorbatjov och sagt att denne genomförde perestrojkan för långsamt. I mars 1989 valdes han till kongressen och fick en plats i Sovjetunionens högsta sovjet. I maj 1990 blev han talman för RSFSRs högsta sovjet men när Ryssland förklarade sig självständigt i juni lämnade han i juli kommunistpartiet för gott.

## Presidenttiden
Den 12 juni 1991 valdes Jeltsin till Rysslands president med 57 procents majoritet. I augusti lyckades han med folkligt stöd avstyra ett kuppförsök utfört av kommunisten Vladimir Krjutjkov och mot denna bakgrund förbjöd han i november kommunistpartiet att verka i Ryssland. En kort tid ledde Jeltsin även regeringen egenhändigt. Det första stora ekonomiska beslutet han tog var att förklara handeln vara fri och därmed ersätta planekonomin med marknadsekonomin.

### Sovjetunionens upplösning
Den 8 december 1991 undertecknade Jeltsin tillsammans med Ukrainas president Leonid Kravtjuk och Vitrysslands ledare Stanislaŭ Sjusjkevitj ett dokument som förklarade Sovjetunionen upplöst samt dess ersättning av Oberoende staters samvälde. Dåvarande presidenten Michail Gorbatjov förklarade det hela vara en olaglig statskupp. Några veckor senare, den 25 december, avgick Gorbatjov som president i Sovjetunionen och avlämnade all makt som fanns kvar i ämbetet till Rysslands nya president Boris Jeltsin. Dagen efter, den 26 december, upplöste Sovjetunionens högsta sovjet sig själv.

### President över Ryska federationen
Efter Sovjetunionens sönderfall satte Boris Jeltsin igång med att radikalt reformera landets ekonomi. Den 2 januari 1992 trädde lagen om prisernas liberalisering i Ryssland i kraft. Men problem med försörjning av befolkningen med mat och andra varor avlöstes med problem i samband med hyperinflation. Medborgarnas besparingar förlorade sitt värde, medan priser och valutakurser fördubblades under några månader. Man lyckades att stoppa hyperinflationen först 1993. Dessutom drabbades landet av stagnation och försenade utbetalningar av den offentliga sektorn. Ryssland befann sig i en djup ekonomisk kris. Korruption i statens myndigheter ökade avsevärt. Förutom ekonomiska bekymmer hade landet fått en politisk kris. I det forna Sovjetunionens många regioner förstärktes separatisternas influenser. Tjetjenien vägrade att erkänna Rysslands makt över sitt territorium; i Tatarstan tänkte man införa egen valuta och slutade att betala skatt i den federala budgeten. Boris Jeltsin lyckades att övertyga regionernas guvernörer att skriva under Federationens avtal. Avtalet undertecknades den 31 mars 1992 av alla delrepubliker utom Tjetjenien och Tatarstan. Den 10 april samma år inkluderades det i Rysslands nya författning.
Jeltsin har blivit kraftigt kritiserad för sin insats som Rysslands president; en insats som innefattar flera regeringskriser och krig i Tjetjenien. Studier har gjorts som har dragit slutsatsen att under åren 1992–2001 dog drygt 2,5 miljoner fler ryssar i förtid än normalt.
I mitten av 1998 blev den ekonomiska krisen i Ryssland akut. Mot slutet av Boris Jeltsins presidentskap började relationerna mellan NATO och Ryssland återigen försämras, i samband med Natos flygbombningar av Jugoslavien 1999.

### Den konstitutionella krisen
Den 10 december 1992, dagen efter att parlamentet röstat ner förslaget om att utse Jegor Gajdar till premiärminister, utsatte Boris Jeltsin parlamentets arbete för hård kritik och försökte att sabotera dess arbete genom att uppmana alla sina anhängare att lämna sammanträdet, varpå en konstitutionell kris utbröt. Efter förhandlingar mellan Boris Jeltsin, Ruslan Chasbulatov och Valerij Zorkin, beslutade parlamentet att en folkomröstning om den nya ryska konstitutionen skulle hållas i april 1993. Jeltsin skulle få behålla det mesta av sin makt fram till folkomröstningen. Vid detta tillfälle utsågs även Viktor Tjernomyrdin till premiärminister.
Vid parlamentets åttonde sammanträde, som pågick mellan 10 och 16 mars 1993, beslutade man att avskaffa mycket av regeringen Jeltsins makt och ställa in den planerade omröstningen om konstitutionen. Detta ledde till att Jeltsin uppträdde i TV med ett meddelande till det ryska folket, där han förklarade att direktstyre skulle införas. Direktivet om direktstyre blev dock aldrig påskrivet, men Rysslands konstitutionella domstol erkände Jeltsins handlingar som okonstitutionella och fann skäl till att avstänga honom från tjänsten. Den 28 mars gjorde parlamentet ett försök att suspendera honom, men endast 617 av 1097 ledamöter röstade för riksrätt, medan det behövdes 699 röster.
Dagen efter parlamentets misslyckade försök att suspendera Jeltsin, bestämdes att en allrysk folkomröstning om fyra frågor (förtroende för president Jeltsin, för hans social-ekonomiska politik, om nytt presidentval och nytt parlamentsval) skulle hållas den 25 april. Jeltsin uppmanade sina anhängare att rösta "ja alla fyra gångerna", medan anhängarna själva för det mesta ville rösta "ja-ja-nej-ja". Enligt omröstningen om förtroende fick Jeltsin 58,7 % av rösterna, samtidigt som 53,0 % röstade för ekonomiska reformer. Besluten gällande frågan om nyval blev inte fattade. 
Efter framgången vid folkomröstningen koncentrerades Jeltsins krafter på utarbetandet av den nya grundlagen. Han avbröt dock nästan alla kontakter med styrelsen för Högsta rådet, som en tid fortsatte att skriva under lagar som Jeltsin stiftade. Jeltsin förlorade även förtroendet för vicepresidenten Aleksandr Rutskoj och befriade honom från alla uppgifter. Den 2 september avstängde han honom tillfälligt från tjänst på grund av misstänkt korruption. 
Kvällen den 21 september 1993 meddelade Boris Jeltsin i sitt TV-framträdande att parlamentet och Högsta rådet skulle upplösas och att val till Duman skulle hållas 11-12 december och skrev under direktiv № 1400, som dock inte överensstämde med den då gällande konstitutionen. Konstitutionella domstolen som samlades på eget initiativ natten 21 till 22 september fann återigen skäl till att suspendera presidenten, och det upplösta Högsta rådets styrelse förklarade ett upphörande av Jeltsins befogenhet. Vicepresidenten Rutskoj förklarade sig vara "tillförordnad president", svor presidenteden och satte igång med att utse sina ministrar. Därefter inleddes en militär konflikt mellan Jeltsins styrkor och Rutskojs anhängare. 3-4 oktober skedde blodiga sammandrabbningar mellan de båda sidorna i Moskva. Rutskojs anhängare tog borgmästeriets byggnad under kontroll och begav sig efteråt mot Ostankinotornet. Den 4 oktober införde Jeltsin undantagstillstånd och efter konsulteringar med Viktor Tjernomyrdin och försvarsministern Pavel Gratjov beordrade han stormningen av Statsrådets hus (det så kallade "ryska Vita huset"). Stormningen krävde mångtaliga offer (enligt officiella uppgifter dödades fler än 150 personer). Aleksandr Rutskoj, Ruslan Chasbulatov och vissa andra deltagare i händelserna fängslades, men alla beviljades amnesti i februari 1994.
En kort tid efter dessa händelser hade Boris Jeltsin hela statsmakten under kontroll och fattade en rad administrativa beslut. Den nya författningen enligt vilken presidenten fick stora befogenheter, medan parlamentets befogenheter blev kraftigt reducerade, trädde i kraft den 25 december samma år. Den 11 januari 1994 började åter den federala samlingens båda kammare sitt arbete. Den konstitutionella krisen tog därmed slut.

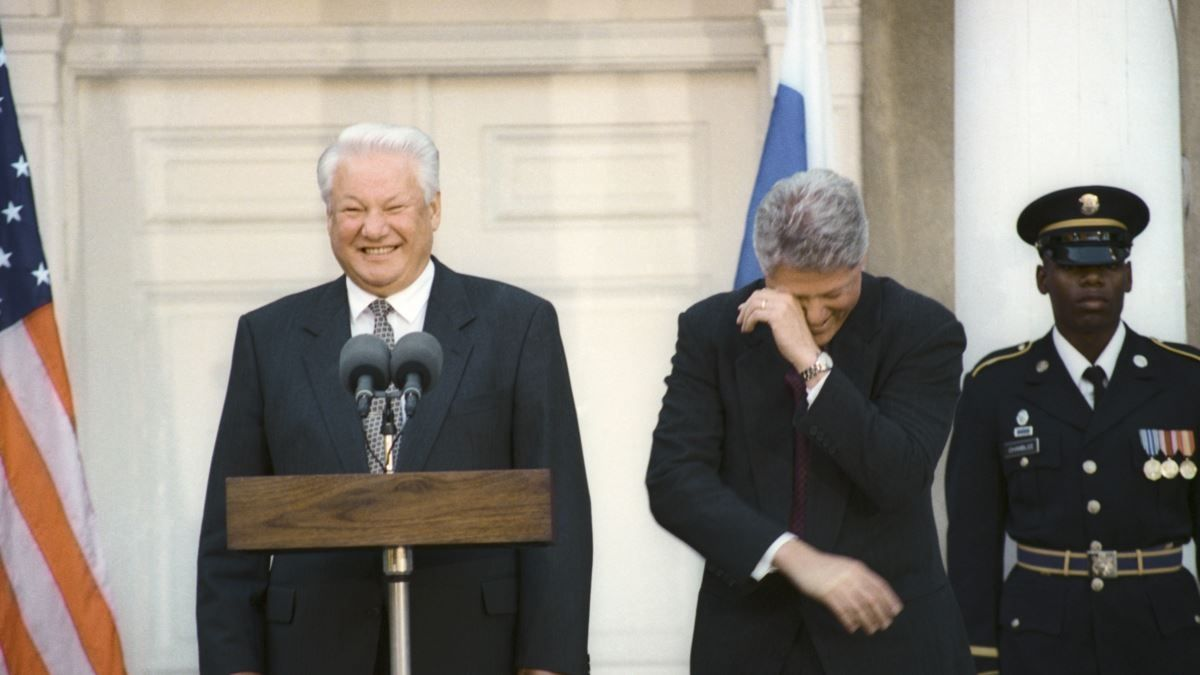
Jeltsin och USA:s president Bill Clinton skrattar, 1995.

## Omval och avgång
Inför det ryska presidentvalet 1996 var Jeltsins opinionssiffror mycket låga, men efter en energisk kampanj och stöttning från landets ekonomiska och massmediala elit lyckades han bli omvald. I den andra valomgången fick Jeltsin 53,8 procent av rösterna, medan kommunistpartiets kandidat Gennadij Ziuganov fick 40,3 procent.
Boris Jeltsins försämrade hälsoläge bidrog till att han sade upp sin presidentpost den 31 december 1999, cirka ett halvår innan hans ämbetsperiod skulle ta slut. Han efterträddes av sin premiärminister, Vladimir Putin, som valdes till Rysslands president den 26 mars följande år. Många trodde att Jeltsin skulle fortsätta att agera från kulisserna, men han valde ett stilla pensionärsliv i sitt residens väster om Moskva.

## Hälsa och död

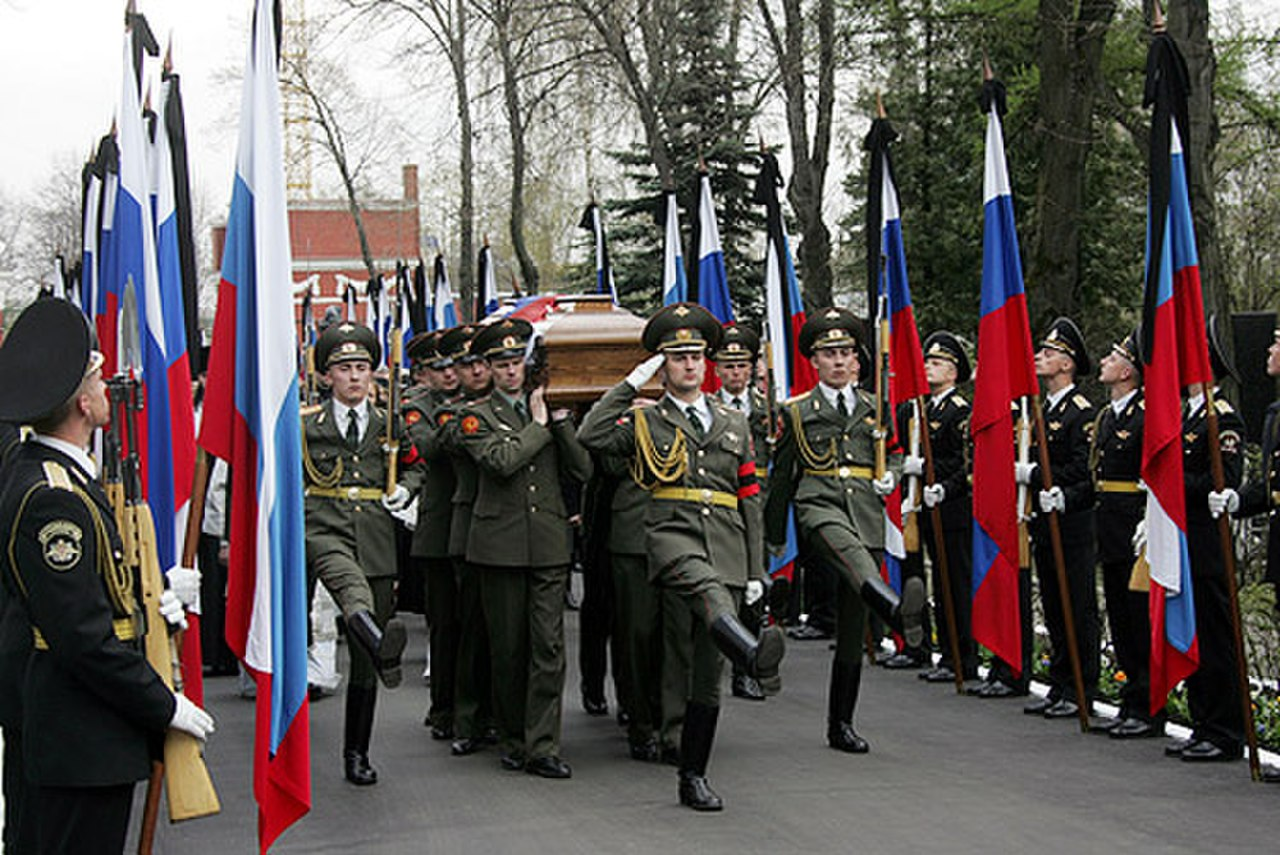
Jeltsins begravning.

Enligt en rad rapporter hade Jeltsin alkoholproblem och led av sjukdomar som gjorde att han gradvis förlorade den politiska kontrollen över Ryssland. Ämnet skapade rubriker vid ett flertal tillfällen, inte minst då Jeltsin på en resa i USA 1989 höll en rad föreläsningar om det sociala och politiska livet i Sovjetunionen. Resan beskrevs i en vågad artikel av den italienska tidningen La Repubblica. Artikeln berättade att Jeltsin ofta var full vid offentliga framträdanden och den publicerades senare också i den sovjetiska tidningen Pravda, vilket ledde till häftiga reaktioner i hemlandet. Misstankarna kring alkoholism var inte något nytt, när demonstranter stormade vaktstyrkorna vid Vita huset så sägs det att det var en inte fullt så nykter president Boris Jeltsin som hämtades hem från sitt sommarställe där han hade tillbringat eftermiddagen.
Jeltsins påstådda alkoholism blev också ett föremål för en häftig mediadiskussion efter hans besök hos USA:s biträdande utrikesminister Strobe Talbott efter Clintons installation 1993 och efter ett möte med den irländska taoiseachen (premiärministern) Albert Reynolds 1994.
Boris Jeltsin avled den 23 april 2007 av hjärtsvikt på ett sjukhus i Moskva. Han begravdes på Novodevitjekyrkogården som den förste ryske statsmannen på 113 år att bli begraven i en kyrklig ceremoni efter Alexander III av Ryssland. Han låg på lit de parade i Kristus Frälsarens katedral.